# Парамагнетики
Парамагне́тики (англ. paramagnets, paramagnetic materials, нім. Paramagnetika n pl) — речовини з невеликою позитивною магнітною сприйнятливістю, які у зовнішньому магнітному полі намагнічуються вздовж поля і дещо підсилюють його.

## Загальна характеристика
Атоми парамагнетиків мають свій магнітний момент. Магнітна сприйнятливість парамагнетиків завжди додатня і лежить у діапазоні 10−4 — 10−7. До парамагнетиків належать:
- речовини, атоми або молекули яких мають непарне число електронів (Na, N);
- вільні атоми (іони) з недобудованою внутрішньою електронною оболонкою (елементи перехідної групи, їх солі і водні розчини, комплексні сполуки перехідних елементів, рідкісноземельні метали, актиноїди, вільні радикали);
- багато лужних і лужноземельних металів, Al, Sc, V; О2, NO.
- Феромагнетики та антиферомагнетики при температурах, вищих від температур Кюрі та Нееля, відповідно.

## Фізична природа парамагнетизму
Парамагнетизм спостерігається в речовинах, молекули яких мають власний магнітний момент. Магнітні диполі молекул при відсутності зовнішнього магнітного поля орієнтовані хаотично, тож сумарний магнітний момент будь-якої макроскопічної області в парамагнетику дорівнює нулю. Зовнішнє магнітне поле частково орієнтує магнітні диполі молекул, і тоді в речовині виникає макроскопічний магнітний момент, за величиною пропорційний прикладеному полю.
Дія магнітного поля на речовину є релятивістським ефектом, тобто пропорційна відношенню швидкості електронів до швидкості світла. Це мала величина, тож парамагнітна сприйнятливість теж мала.
Власні магнітні моменти молекул речовини зумовлені орбітальним рухом електронів (кутовим моментом) або неспареними спінами електронів. Парамагнетизм є свідченням існування таких моментів.
Згідно з класичною теорією парамагнетизму в слабких магнітних полях, коли {\displaystyle \mathbf {m} \cdot \mathbf {B} <<k_{B}T},
де {\displaystyle \mathbf {m} } — дипольний магнітний момент молекули, {\displaystyle \mathbf {B} } — вектор індукції магнітного поля, {\displaystyle k_{B}} — стала Больцмана, T — температура, магнітну сприйнятливість парамагнетика можна обрахувати за допомогою формули
{\displaystyle \chi ={\frac {N\mathbf {m} ^{2}}{3k_{B}T}}},
де N — кількість молекул в одиниці об'єму речовини.
Обернено-пропорційна залежність магнітної сприйнятливості від температури відома, як закон Кюрі-Вайса.

## Квантова теорія
У квантовій механіці проєкція оператора магнітного моменту на напрямок магнітного поля приймає лише певні дискретні значення, і вклад магнітного поля в енергію молекули обчислюється за формулою
{\displaystyle E_{m}=g\mu _{B}mB\,},
де g — g-фактор Ланде, μB — магнетон Бора, m — магнітне квантове число, B — індукція магнітного поля.
Дискретність магнітного моменту частки призводить до зміни магнітної сприйнятливості. Так, зокрема, для електрона із спіном 1/2 магнітна сприйнятливість в слабких полях втричі більша за класичну:
{\displaystyle \chi ={\frac {N\mathbf {m} ^{2}}{k_{B}T}}}.